# Christian Heinrich Rinck

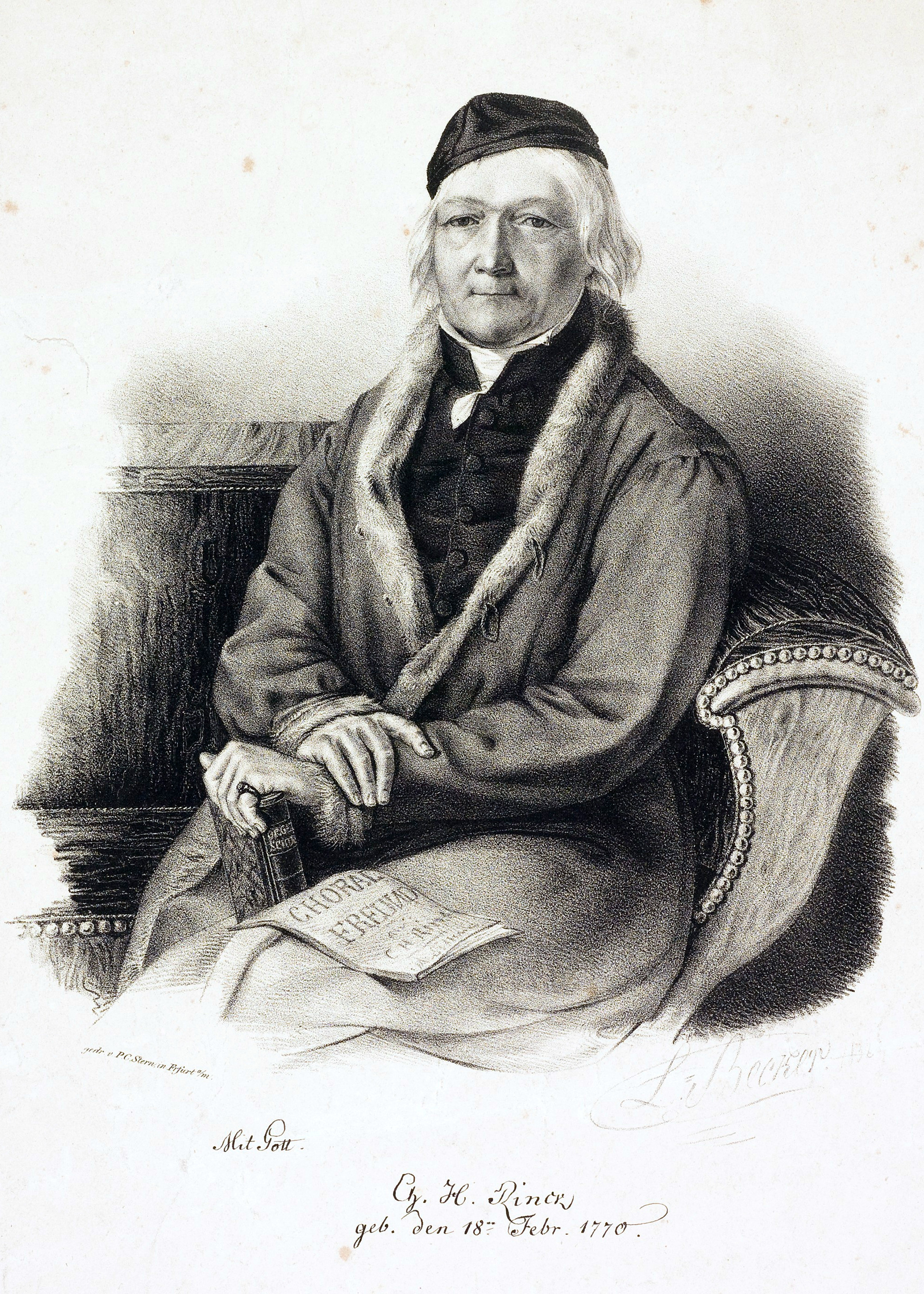
Christian Heinrich Rinck

Johann Christian Heinrich Rinck, född 18 februari 1770 i Elgersburg, död 7 augusti 1846 i Darmstadt, var en tysk organist och kompositör.
Rinck, som var elev till Kittel, blev 1790 stadsorganist i Giessen, 1806 stadsorganist och musiklärare i Darmstadt samt 1813 slottsorganist och 1817 kammarmusikus där. Han blev 1840 filosofie hedersdoktor i Giessen. Rinck var en mycket eftersökt och inflytelserik orgellärare. Han ansågs för en av de främsta orgelspelarna på sin tid och var även mycket flitig kompositör av koraler, andliga sånger, förspel och efterspel, figurerade koraler i Johann Sebastian Bachs anda och andra orgelstycken. Särskilt märks hans stora Orgelschule (ånyo utgiven 1881) samt Der Choralfreund i sju årgångar. Biografi av Fölsing (1848).